# Thorleifs jul
Thorleifs jul är ett julalbum från 1998 av det svenska dansbandet Thorleifs.  Albumet spelades in i Strängnäs domkyrka för TV4 Vision och placerade sig som högst på 30:e plats på den svenska albumlistan.

## Låtlista
1. Jul, jul, strålande jul
2. Nu tändas tusen juleljus
3. Gläns över sjö och strand
4. O helga natt (Cantique de noël)
5. Låt mig få tända ett ljus (Schlafe mein Prinzchen)
6. Gemenskapens jul
7. Jag drömmer om en jul hemma (White Christmas)
8. När det lider mot jul (Det strålar en stjärna)
9. Ser du stjärnan i det blå (When You Wish upon a Star)
10. Julen är nära
11. När juldagsmorgon glimmar (Wir hatten gebauet ein stattliches Haus)
12. Stilla natt (Stille Nacht, heilige Nacht)
13. Ett barn är fött på denna dag

## Listplaceringar
| Lista (1998-1999) | Topplacering |
| ----------------- | ------------ |
| Sverige           | 30           |

### Fotnoter
1. ↑  ”Aftonbladet”. 30 oktober. http://wwwc.aftonbladet.se/noje/9810/30/thorleifs.html. Läst 15 maj 2011.
2. ↑  ”Svensk mediedatabas”. http://smdb.kb.se/catalog/id/001518584. Läst 15 maj 2011.
3. ↑  ”Svensk mediedatabas”. Arkiverad från originalet den 18 augusti 2010. https://web.archive.org/web/20100818002854/http://www.thorleifs.se/sidor/Skivor/cd-skivor1998thorleifsjul.html. Läst 15 maj 2011.
4. ↑  ”Listplacering”. http://hitparad.se/showitem.asp?key=18116&cat=a. Läst 15 maj 2011.